# Завод хімії хлору в Алтоні
Завод хімії хлору в Алтоні – колишній виробничий майданчик на південному сході Австралії. 
На початку 1960-х в Алтоні на околиці Мельбурну почала роботу індустріальна зона хімічного спрямування. Зокрема, концерн Dow Chemicals відкрив тут виробництво, яке шляхом електролізу продукувало хлор та каустичну соду.  
Хлор далі споживали для виробництва дихлориду етилену – проміжного продукту на шляху до мономеру вінілхлориду. Необхідний для цього етилен постачала розташована в Алтоні піролізна установка, а  споживачем дихлориду етилену виступав ще один завод цієї ж індустріальної зони, що належав компанії BF Goodrich Chemical.
В 1980-му завод BF Goodrich припинив продукування мономеру вінілхлориду, а в 1982-му Dow Chemicals закрила виробництво дихлориду етилену (в той же час можливо відзначити, що Dow Chemicals ще кілька десятиліть продовжувала в Алтоні діяльність, пов’язану з напрямком стирену).